# Eduard Strauss
Eduard Strauss (ur. 15 marca 1835 w Wiedniu, zm. 28 grudnia 1916 tamże) – austriacki kompozytor. Razem z ojcem Johannem Straussem i braćmi Johannem Straussem II i Josefem Straussem tworzył muzyczną "dynastię" Straussów, kształtującą przez większość XIX wieku muzyczny świat Wiednia. 

## Życiorys

### Młodość
Na świat przyszedł jako najmłodsze z sześciorga dzieci Johanna i Marii Ann z d. Streim. Był absolwentem wiedeńskiego Akademisches Gymnasium (1852). Eduard od młodości wykazywał znaczny talent do nauki języków obcych, dlatego też ukierunkował się na pracę w austriackiej służbie konsularnej. Wkrótce jednak zmienił swe plany i tak jak Josef całkowicie poświęcił się muzyce. Zadebiutował w rodzinnej orkiestrze w 1855 roku jako harfista, podczas wykonywania walca Glossen op. 163, autorstwa jego najstarszego brata. W 1863 roku poślubił Marię Klenkhart (13.07.1840-16.04.1921), córkę właściciela kawiarni Sebastiana Klenkharta. Doczekał się z nią dwóch synów, Johanna Straussa III i Josefa Eduarda Straussa.

### Kariera muzyczna
Skomponował wiele świetnych szybkich polek, z niemiecka nazywanych: "polka-schnell". Wśród najpopularniejszych jego dzieł tego rodzaju znajdują się: Bahn Frei op. 45, Ausser Rand und Band op. 168, i Ohne Bremse op. 238. Tworzył także polki-mazurki, polki francuskie, kadryle oraz marsze. Tak jak jego bracia, zostawił po sobie szereg walców, z których niestety tylko część się zachowała. Charakterystycznym elementem walców Eduarda, odróżniającym jego dzieła od walców braci, jest mistrzowskie zastosowanie kontrapunktu. Najlepszym przykładem zastosowania tej techniki kompozytorskiej przez Eduarda jest jego walc Manuscripte op.90, z piękną równoległą linią melodyczną wykonywaną na wiolonczeli. Oprócz tego skomponował walce takie jak m.in. Doctrinen op. 79, Interpretationen op. 97, Studenten-Ball-Tänze op. 101, Das Leben ist doch Schön op. 150, Leuchtkäferln op. 161, Glockensignale op. 198, Schleier und Krone op. 200 czy Blüthenkranz Johann Strauss'scher Walzer op. 292, będący wiązanką melodii autorstwa jego brata Johanna.
W latach 1871–1901 piastował prestiżowe stanowisko k.k. Hofballmusikdirektora (Cesarsko-Królewskiego Dyrektora Muzycznego Balów w Hofburgu). Oprócz tego kierował Orkiestrą Straussa aż do jej rozwiązania 13 lutego 1901, kiedy to po przejściach związanych ze śmiercią jego brata Johanna Straussa II w 1899 oraz kłopotach finansowych rodziny, zdecydował się na przejście w stan spoczynku. Po rozwiązaniu orkiestry wrócił do Wiednia, gdzie zmarł w 1916. Przez cały ten okres aż do śmierci dystansował się od życia publicznego i nie brał aktywnego udziału w żadnym koncercie. 
W roku 1906 opublikował wspomnienia rodzinne zatytułowane: Erinnerungen.

## Odznaczenia
Do 1901:
- Kawaler Orderu Franciszka Józefa (Austro-Węgry)
- Srebrny Medal Jubileuszowy Pamiątkowy Dworski (Austro-Węgry)
- Komandor Orderu Karola III (Królestwo Hiszpanii)
- Oficer Orderu Róży (Cesarstwo Brazylii)
- Order Medżydów IV klasy (Imperium Osmańskie)
- Kawaler II Klasy Orderu Alberta (Królestwo Saksonii)
- Kawaler I Klasy Orderu Fryderyka (Królestwo Wirtembergii)
- Kawaler Orderu św. Grzegorza Wielkiego (Państwo Kościelne)
- Kawaler I Klasy Orderu Franciszka I (Królestwo Obojga Sycylii)